# Sanionia contigua
Sanionia contigua là một loài rêu trong họ Amblystegiaceae. Loài này được Nees Loeske mô tả khoa học đầu tiên năm 1907.